# Discografia degli Iron Butterfly
La discografia della band statunitense Iron Butterfly è composta da sei album in studio, cinque album dal vivo, quattro raccolte e cinque box set.
La band è stata formata nel 1965, a San Diego. Originariamente la formazione era formata dal tastierista Doug Ingle, il bassista Jerry Penrod, il batterista Ron Bushy, il chitarrista Danny Weis e il cantante Darryl DeLoach. Nel 1968 la band pubblicò il primo album in studio Heavy che ottenne un buon successo; pochi mesi dopo il gruppo diede alle stampe il secondo album in studio In-A-Gadda-Da-Vida che divenne il maggiore album di successo del complesso statunitense. Il terzo album Ball uscì nel 1969 e nella classifica riservata agli LP delle chat statunitensi raggiunse la terza posizione superando anche il loro precedente album che aveva raggiunto la quarta posizione. Nel 1970 esce il primo album dal vivo Live seguito pochi mesi dopo dal quarto album in studio Metamorphosis che segnò un cambiamento nello stile musicale del gruppo e ottenne meno successo dei suoi predecessori; la band si scioglie nel 1971 per poi riunirsi con una nuova formazione nel 1974 pubblicando nel  1975 i due album in studio Scorching Beauty e Sun and Steel. Nel corso della storia il gruppo si è sciolto diverse volte per poi riformarsi con diversi musicisti, pubblicando nel corso degli anni svariati album di raccolta e album dal vivo.

## Discografia

### Album in studio
- 1968 - Heavy
- 1968 - In-A-Gadda-Da-Vida
- 1969 - Ball
- 1970 - Metamorphosis
- 1974 - Scorching Beauty
- 1975 - Sun and Steel

### Album dal vivo
- 1970 - Live
- 2011 - Fillmore East 1968
- 2014 - Live at the Galaxy 1967
- 2014 - Live in Copenhagen 1971
- 2014 - Live in Sweden 1971

### Raccolte
- 1971 - Evolution: The Best of Iron Butterfly
- 1973 - Star Collection
- 1988 - Rare Flight
- 1993 - Light & Heavy: The Best of Iron Butterfly

### Box Set
- 2008 - Scorching Beauty/Sun and Steel
- 2012 - Iron Butterfly: The Triple Album Collection
- 2015 - Ball/Metamorphosis
- 2016 - Iron Butterfly: Original Album Series
- 2020 - Unconscious Power

### Extended Play
- Iron Butterfly Theme b/w Look for the Sun, Possession
- Radio EP: Iron Butterfly Theme, Possession b/w Get Out of My Life Woman, Unconscious Power
- In-A-Gadda-Da-Vida, Flowers and Beads b/w My Mirage

### Singoli
- 1967 - Don't Look Down on Me
- 1968 - Unconscious Power
- 1968 - In-A-Gadda-Da-Vida
- 1969 - Soul Experience
- 1969 - In the Time of Our Lives
- 1969 - I Can't Help But Deceive You Little Girl
- 1970 - Easy Rider (Let the Wind Pay the Way)
- 1971 - Silly Sally (B-Side di Stone Believer)
- 1975 - Pearly Gates
- 1975 - High on a Mountain Top
- 1975 - Beyond the Milky Way
- 1975 - I'm Right, I'm Wrong